# كلاتو (دجغان)
كلاتو (بالفارسية: کلاتو) هي قرية تقع في إيران في بلدة دزكان. يقدر عدد سكانها بـ 108 نسمة.